# Стівен Ленг
Стівен Ленг (англ. Stephen Lang) — американський актор і драматург. Почав свою кар'єру в Бродвейському театрі, але на сьогодні він більше відомий як актор. Однією із його найзнаменитіших його ролей є гра полковника Майлза Кворіча у фільмі Аватар (2009) за яку він отримав премію Сатурн.

## Вибрана фільмографія
- 1985: Death of a Salesman
- 1986: Manhunter
- 1986: Кримінальна історія / Crime Story
- 1989: Last Exit to Brooklyn
- 1991: Напролом / The Hard Way
- 1993: Guilty as Sin
- 1993: Gettysburg
- 1993: Тумстоун / Tombstone
- 1995: The Amazing Panda Adventure
- 1997: Тіньова змова / Shadow Conspiracy
- 1997: Niagara, Niagara
- 1997: Fire Down Below
- 2001: Після шторму / After the Storm
- 2002: Детоксикація / D-Tox
- 2003: Gods and Generals
- 2004: Усередині моєї пам'яті / The I Inside
- 2009: Вороги суспільства / Public Enemies
- 2009: Бойовий гіпноз проти кіз / The Men Who Stare at Goats
- 2009: Аватар / Avatar
- 2011: Конан-варвар / Conan the Barbarian
- 2011: Одного разу цей біль принесе тобі користь / Someday This Pain Will Be Useful to You
- 2014: Реальна білка

| Рік  |   | Українська назва | Оригінальна назва | Роль                      |
| ---- | - | ---------------- | ----------------- | ------------------------- |
| 2016 | ф | Не дихай         | Don't Breathe     | Норман Нордстром / Сліпий |
| 2018 | ф | Хоробрий         | Braven            | Лінден                    |
| 2022 | ф | Аватар 2         | Avatar 2          | полковник Майлз Куорітч   |